# Параскева Римска
Преподобна мученица Параскева, у народу позната и као Ветрена Петка, Летња Петка или Параскева Римљанка била је ранохришћанска светитељка. Под именом Света Петка Трнова празнује се код Срба удружени култ две светице − Параскеве Римске и Свете Петке.

## Живот
Параскева је рођена у Риму, од родитеља хришћана. Када су јој родитељи умрли, све своје имање разделила је сиромашнима и замонашила се. Као монахиња проповедала је веру у Христа, не кријући се, иако је живела у време прогона хришћана. По оптужби римских Јевреја, изведена је пред цара Антонина, који је ласкањима покушао да је поколеба у вери. Потом су јој на главу ставили усијани шлем, али је према предању била чудесно спашена, те је напустила Рим. У још два града су је изводили пред судије и мучили, али се увек брзо опорављала. Најзад ју је извесни Тарасије убио мачем. Света Параскева Римска је пострадала у 2. веку.
Обележава се 26. јула по јулијанском, односно 8. августа по грегоријанском календару.

## Света Петка Трнова
У Србији Параскеву Римску често мешају са Преподобном мати Параскевом — Светом Петком, која се слави 27. октобра, иако је између живота двају светица скоро хиљаду година историје. Светитељке се на иконама разликују по другачијим обележјима — Параскева Римска, заштитница слепих, у рукама држи плочицу са урезаним очима, док Света Петка у рукама носи крст и гранчицу мирте.
На празник Параскеве Римске кнегиња Милица је из Трнова у Љубостињу пренела мошти византијске светице, преподобне мати Параскеве − Свете Петке. Стога се у српској православној цркви истога дана обележавају и Параскева Римска, и пренос моштију српске Свете Петке, а тај празник назива се комбинованим именом Света Петка Трнова.